# Marko Zaror
Marko Zaror Aguad, bardziej znany jako Marko Zaror (ur. 10 czerwca 1978 w Santiago) – pochodzący z Chile aktor, producent filmowy, kaskader i choreograf kina akcji.

## Życiorys

### Wczesne lata
Urodził się i wychowywał w Santiago w Chile jako syn Giny (z domu Aguad) i Fernando Zarora. Już jako młody chłopiec przejawiał zamiłowaniem do sztuk walki, zainspirowany przez Bruce’a Lee, Jackiego Chana i Jeana-Claude’a Van Damme’a. W wieku sześć lat zaczął trenować i przez 18 lat stoczył wygrane walki w kick-boxingu i taekwondo. Następnie przeniósł się do Meksyku i podjął pracę jako model.

### Kariera
We wczesnej karierze ekranowej zagrał główną rolę w hiszpańskojęzycznych filmach akcji, w tym m.in.: Twardy jak paznokcie (Hard as Nails, 2001) i W płomieniach (Into the Flames, 2002). W 2003 pełnił rolę kaskadera dla Dwayne’a „The Rocka” Johnsona w filmie Witajcie w dżungli (The Rundown lub Welcome to the Jungle). Był także koordynatorem kaskaderów na planie chilijsko-argentyńskiego dramatu Drama (2010). Zyskał międzynarodową sławę jako kolumbijski więzień/bokser Raul ‘Dolor’ Quinones w filmie Champion 3: Odkupienie (Undisputed III: Redemption, 2010). W niemieckim filmie akcji Redeemer (2014) wystąpił jako Nicky Pardo.

## Wybrana filmografia
- 1998: Juan Camaney en Acapulco
- 1998: El carro cargado jako Sergio
- 2001: Twardy jak paznokcie (Hard as Nails) jako Rosyjski ochroniarz 1
- 2002: W płomieniach (Into the Flames) jako Max
- 2006: Kiltro jako Zami
- 2007: Mirageman jako Maco Gutiérrez / Mirageman
- 2007: Chinango jako Braulio Bo
- 2009: Mandrill jako Antonio Espinoza / Mandrill
- 2010: Champion 3: Odkupienie (Undisputed III: Redemption) jako Raul ‘Dolor’ Quinones
- 2010: Mitos y leyendas: La nueva alianza jako Marimoto
- 2013: Maczeta zabija (Machete Kills) jako Zaror
- 2014: Redeemer jako Nicky Pardo
- 2015: 100 Years jako zły chłopak
- 2016: Od zmierzchu do świtu jako Zolo